# Geranomyia longicrinita
Geranomyia longicrinita är en tvåvingeart som först beskrevs av Alexander 1973.  Geranomyia longicrinita ingår i släktet Geranomyia och familjen småharkrankar. Inga underarter finns listade i Catalogue of Life.